# 科比耶尔 (奥德省)
科比耶尔（法語：Corbières，法語發音：[kɔʁbjɛʁ] ⓘ）是法国奥德省的一个市镇，属于利穆区。

## 地理
科比耶尔（43°2'25"N, 1°59'24"E）面积8.53 平方千米，位于法国奧克西塔尼大區奥德省，该省份为法国南部沿海省份，北起塔恩省，西北接上加龙省，西接阿列日省，南至东比利牛斯省，东临地中海，东北与埃罗省接壤。
与科比耶尔接壤的市镇（或旧市镇、城区）包括：卡蒙、拉加尔德、库尔托利、佩尔菲特迪拉泽斯、埃尔斯河畔索纳克、特雷济耶、瓦勒德朗布罗讷。

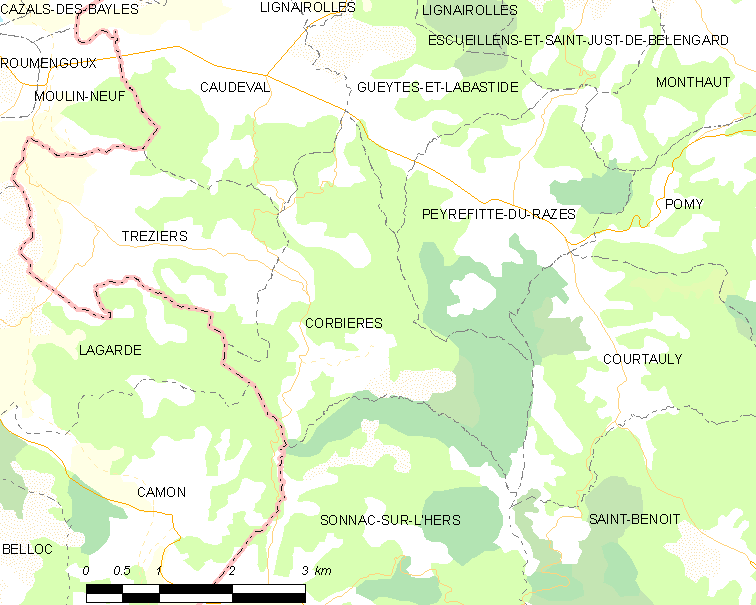
的OSM定位图

科比耶尔的时区为UTC+01:00、UTC+02:00（夏令时）。

## 行政
科比耶尔的邮政编码为11230，INSEE市镇编码为11100。

## 政治
科比耶尔所属的省级选区为上奥德河谷县。

## 人口

1962-2008年间人口变化图示

科比耶尔于2022年1月1日时的人口数量为36人。